# Eta Cancri
33 Cancri (eta Cancri) is een heldere ster in het sterrenbeeld Kreeft (sterrenbeeld) (Cancri).